# John Cage
John Cage (ur. 5 września 1912 w Los Angeles, zm. 12 sierpnia 1992 w Nowym Jorku) – amerykański kompozytor muzyki współczesnej.

## Życiorys
W swych ekstrawaganckich realizacjach poszedł dalej niż jakikolwiek inny kompozytor współczesny. Przykładami utworów, które zainicjowały dyskusję o granicach muzyki były Tacet 4' 33" – 4 minuty i 33 sekundy ciszy, „granej” przez orkiestrę lub jakikolwiek instrument czy zespół, lub też Imaginary Landscape No. 4, w którym muzyką są dźwięki dobiegające z 12 radioodbiorników obsługiwanych przez 24 osoby regulujące długość fal oraz głośność. Wszystkie te dokonania nie były żartami, lecz miały, według kompozytora, istotne – filozoficzne i kulturowe – uzasadnienie. Od lat czterdziestych pozostawał pod wpływem filozofii Wschodu – buddyzmu zen oraz księgi Yijing, która stała się dla niego uzasadnieniem słuszności wprowadzenia do kompozycji przypadku. Zrewolucjonizowało to muzykę w latach pięćdziesiątych i sześćdziesiątych, stanowiąc atrakcyjną alternatywę dla serializmu.
John Cage od dzieciństwa uczył się gry na fortepianie. Jego dalsza edukacja muzyczna obejmowała tradycyjne studia w konserwatorium Pomona College oraz własne poszukiwania twórcze w czasie licznych podróży. Cage odwiedzał kraje wschodnie: Filipiny, Koreę, Laos, a nawet wyspy Riukiu i wyspę Kingmanriff na Pacyfiku.
Od 1944 trwała nieprzerwana współpraca artystyczna i związek partnerski między Cage’em i Merce’em Cunninghamem – wybitnym choreografem i tancerzem amerykańskim. Mieszkali wspólnie w Nowym Jorku aż do dnia śmierci kompozytora.
Był wegetarianinem. Mistrzami Cage’a byli Arnold Schönberg, Erik Satie, Marcel Duchamp, wiele idei zaczerpnął też od Henry’ego Cowella. Z wpływów Schönberga wynikało dążenie do totalnej organizacji dzieła muzycznego (zobacz serializm) we wczesnych utworach. Pokrewieństwo z Satie’em demonstrowało się odwrotną skłonnością do swobody, zaprogramowanego chaosu, traktowania muzyki jako formy zabawy. Wpływy Cowella uwidoczniły się w intensywnym użyciu instrumentów perkusyjnych oraz preparowanych instrumentów. Właśnie preparowany fortepian stał się ulubionym instrumentem Cage’a. Cage wynalazł wiele sposobów jego preparowania, spośród których najbardziej pospolitym było zakładanie na struny stalowych nakrętek. Znaczący fragment twórczości Cage’a inspirowany był muzyką elektroniczną. Cage znany był także z eksperymentów łączących gatunki muzyczne. Utwór Musicircus (Muzycyrk) jest happeningiem, w którym wykorzystał wszystkie gatunki: od muzyki poważnej przez jazz i rock do musicalu, a to wszystko w połączeniu z pantomimą i filmem.

## Sztuki wizualne, pisma i inne formy aktywności
Choć w młodości Cage podejmował próby malarskie, to porzucił je na rzecz większego zaangażowania w muzykę. Pierwsze wizualne dzieło dojrzałego Cage’a Not Wanting to Say Anything About Marcel pochodzi z 1969. Praca składa się z dwóch litografii oraz szeregu ośmiu paneli z pleksiglasu pokrytych sitodrukiem, którym Cage nadał nazwę pleksigramów. Zarówno litografie, jak i panele przedstawiają różnorodne, losowo skomponowane fragmenty typograficzne.
Od 1978, aż do śmierci Cage pracował dla Crown Point Press, tworząc cykl grafik każdego roku. Dziełem zrealizowanym najwcześniej była akwaforta Score Without Parts (1978), stworzona na podstawie ścisłych, spisanych instrukcji, w oparciu o kombinacje rysunków Henry’ego Davida Thoreau. Tego samego roku, powstało Seven Day Diary, który Cage narysował z zamkniętymi oczami, z wykorzystaniem przypadku, ale równocześnie podporządkowując się ścisłej strukturze.
W latach 1979–1982 Cage wykonał cykl dużych grafik: Changes and Disappearances (1979–1980), On the Surface (1980–1982), i Déreau (1982). Były to ostatnie prace, w których użył techniki grawerowania. W 1983 do tworzenia swoich prac wizualnych zaczął używać niekonwencjonalnych materiałów, takich jak np. przędza czesankowa, pianka, a następnie kamieni i ognia (Eninka, Variations, Ryoanji itp.). W latach 1988–1990 tworzył akwarele w Mountain Lake Workshop.
Jedynym filmem wyprodukowanym przez Cage’a wchodzący w skład cyklu Number Pieces, One11. Wykonanie 90-minutowego czarno-białego filmu zostało zlecone przez kompozytora i reżysera Henninga Lohnera. Został on ukończony zaledwie kilka tygodni przed śmiercią Cage’a w 1992. One11 w całości składa się ze zdjęć losowo determinowanej gry światła elektrycznego. Premiera miała miejsce 19 września 1992 w Kolonii, przy akompaniamencie wykonania utworu na orkiestrę 103.
Przez całe swoje dorosłe życie, Cage udzielał się również jako wykładowca i pisarz. Niektóre z jego wykładów zostały zawarte w książkach, z których pierwszą była Silence: Lectures and Writings (1961). Silence to nie tylko „zwykłe” wykłady, ale także teksty eksperymentalne, takie jak ujęte w rytmiczne struktury Lecture on Nothing (1959). Późniejsze publikacje również zawierały zawartość różnego typu, od wykładów na temat muzyki do mezostychów Cage’a. W 2006 Piotr Sommer wydał tłumaczenia jego poezji, O krok od nich. Przekłady z poetów amerykańskich (Wrocław 2006). W 2012 roku ukazał się zbiór wierszy Przeludnienie i sztuka w tłumaczeniu Andrzeja Sosnowskiego (Wrocław 2012).
Cage był również zapalonym mykologiem: razem z przyjaciółmi współtworzył Nowojorskie Stowarzyszenie Mykologiczne. Jego kolekcja obecnie mieści się w Dziale Specjalnym zbiorów Biblioteki McHenry’ego na Uniwersytecie Kalifornijskim w Santa Cruz.
Swoje poglądy określał jako anarchistyczne, które objawiały się w jego niechęci do władzy oraz braku wiary w istnienie właściwej formy rządów.
Zmarł 12 sierpnia 1992 w Szpitalu św. Wincentego na Manhattanie w wyniku udaru mózgu.

## Nagrody i wyróżnienia
W 1989 roku został laureatem Nagrody Kioto w dziedzinie sztuki i filozofii.